# بانک سپه
بانک سپه نخستین و بزرگترین بانک ایرانی است که اکنون سهام آن به‌طور کامل در اختیار دولت ایران است. این بانک در زمینه ارائه خدمات بانکداری خرد با حداکثر ۳۸۰۰ شعبه و ۲٬۵۸۱ دستگاه خودپرداز در سراسر ایران فعالیت می‌کند و شعبه‌های بین‌المللی بانک سپه نیز در کشورهای آلمان، ایتالیا، فرانسه و بریتانیا مستقر هستند.
این بانک در سال ۱۳۰۴ با نام «بانک پهلوی قشون» بنیان‌گذاری شد و در سال نخست، امور مالی نظامیان ارتش شاهنشاهی ایران را انجام می‌داد. با گذشت یک سال، این بانک فعالیت خود را فراتر برده و تبدیل به یک بانک کشوری شد و آغاز به ساخت شعبه‌هایی در دیگر نقاط کشور کرد. در سال ۱۳۰۵، اساسنامهٔ تازهٔ بانک با نام «اساسنامه بانک پهلوی ایران» تهیه گردید که در آن، هدف این بانک، رفع نیازهای ایران در امور تجاری و اقتصادی ذکر شده بود. پس از این اساسنامه که حالت بانک را به شکل کلی تغییر داد، بانک سپه در طول دهه‌ها فعالیت خود، به‌شکل پیوسته گسترش یافت و هم‌اکنون به‌عنوان بزرگ‌ترین بانک ایرانی شناخته می‌شود.
در تاریخ ۲۷ خرداد ۱۴۰۴ (۱۷ ژوئن ۲۰۲۵)، گزارش‌هایی از اختلال گسترده در خدمات بانک سپه منتشر شد. این اختلال باعث شد خدمات بانکداری آنلاین، دستگاه‌های خودپرداز (ATM) و سایر خدمات دیجیتال با اختلال مواجه شوند و بسیاری از مشتریان نتوانند عملیات بانکی روزمره خود را انجام دهند.

## تاریخچه
در ماه‌های نخست سال ۱۳۰۴ خورشیدی، که هنوز تأثیر بخش‌های بازرگانی در حیات سیاسی کشور نمودی نداشت، نخستین بانک ایرانی با نام «بانک پهلوی قشون»، از محل وجوه بازنشستگی نظامیان و برای سامان دادن به امور مالی ارتش، با سرمایه ۳٬۸۸۳٬۹۵۰ ریال در جایی محدود «چند باب مغازه» تأسیس گردید. در ۲۴ اسفند همان سال نیز نخستین شعبه آن در رشت گشایش یافت. کمی بعد، در سال ۱۳۰۶، شعبه‌های دیگری در شهرهای مشهد و همدان گشایش یافت و در سال‌های ۱۳۰۷ و ۱۳۰۸ خورشیدی، شعبه‌های جدیدی در تبریز و قزوین آغاز به‌کار کردند.

### زیرساخت‌های نخستین
در تابستان سال ۱۳۰۷ کار بنای ساختمانی که برای ایفای نقش به عنوان مرکز بانک در نظر گرفته شده بود، به پایان رسید. این ساختمان در خیابان سپه تهران قرار داشت و در سال ۱۳۰۷، مورد بهره‌برداری قرار گرفت. همچنین بانک جهت امنیت بیشتر در بخش ترابری، چندین دستگاه خودرو و کامیون خریداری کرد و سازمانی را با عنوان «اتو بانک» به وجود آورد که کار ترابری پست تهران، همدان، کرمانشاه و خانقین به آن واگذار شد.

### اساسنامه بانک و پیشینه نام

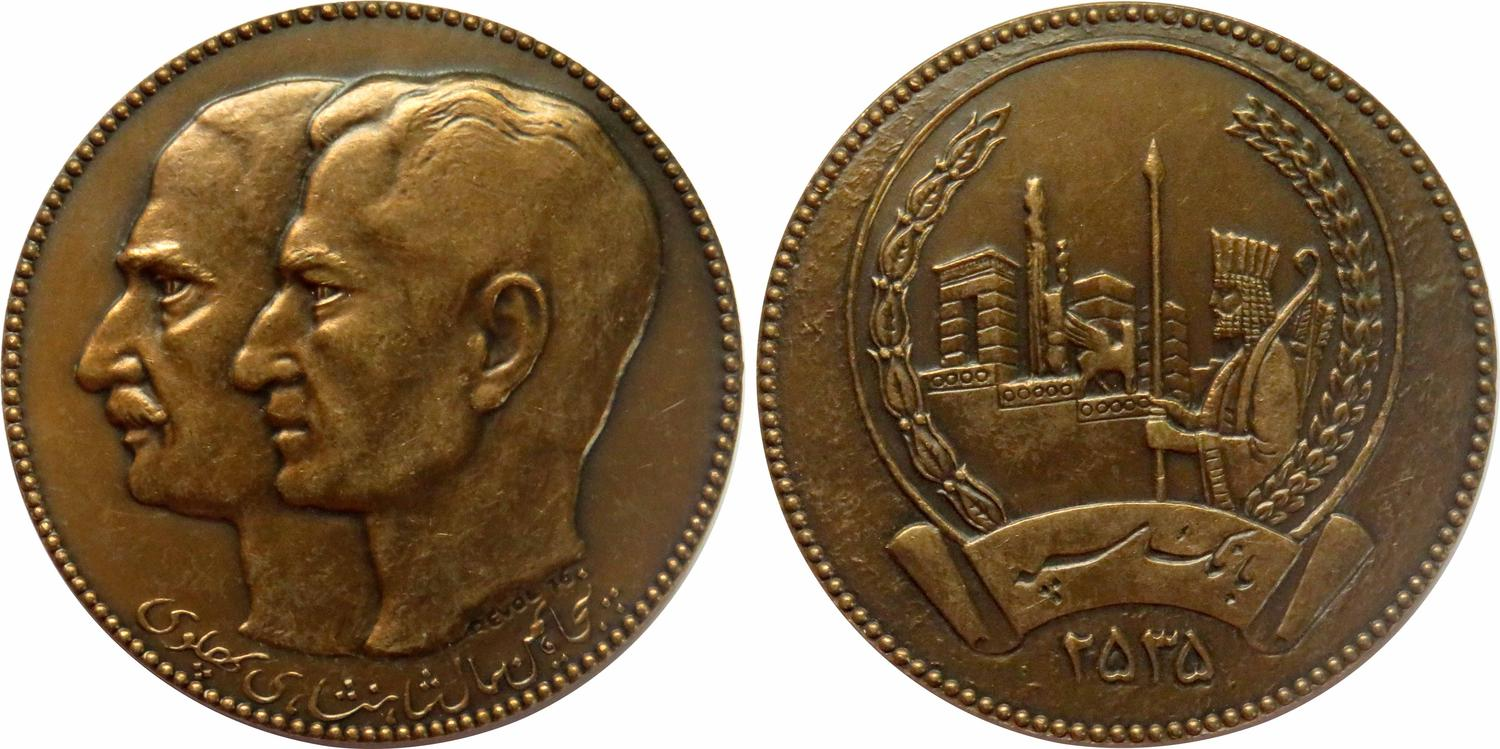
نشان برنز بانک سپه بمناسبت پنجاهمین سال پایه‌گذاری حکومت پهلوی در سال ۱۳۵۵ خورشیدی؛ آرم پیشین این بانک در پشت مدال دیده می‌شود.

در سال ۱۳۰۵، اساسنامهٔ تازهٔ بانک با نام «اساسنامه بانک پهلوی ایران» تهیه گردید که در آن ماهیت بانک به شکل کلی تغییر کرد، زیرا در اساسنامه سال ۱۳۰۴، هدف از تشکیل بانک، بهبود شرایط و رفع احتیاجات ارتشی‌ها بود، درحالی‌که در اساسنامه تازه، هدف این بانک، رفع احتیاجات ایران در امور تجاری و اقتصادی ذکر شده بود.
در پانزدهم دی سال ۱۳۱۶ خورشیدی، نام این بانک، به بانک سپه تغییر کرد و در سال ۱۳۲۱، دوباره بانک سپه تغییر نام داد و بانک تعاونی سپه نام گرفت؛ سپس در دی‌ماه سال ۱۳۳۴، بانک تعاونی سپه به شرکت سهامی با سرمایه ۳۷۰ میلیون ریال تبدیل گشت و اجازه انجام معاملات ارزی را دریافت کرد. در شهریور سال ۱۳۲۵ تیمسار سپهبد آق اولی برای مدیریت بانک سپه انتخاب شد و در اساسنامهٔ تازهٔ بانک که شامل ۶ فصل و ۳۸ ماده بود، نام بانک دوباره به بانک سپه تغییر یافت.

### ۱۳۴۰ تا انقلاب ۱۳۵۷ ایران
در سال ۱۳۴۰، شمار شعبه‌های بانک سپه در سراسر ایران، ۵۱ شعبه و مجموع معاملات آن بر اساس منابع کنونی، مبلغی حدود ۴ میلیارد ریال بوده‌است. در سال ۱۳۵۱، شمار شعبه‌های بانک سپه با افزایش چشم‌گیر، به ۴۵۰ واحد و میزان معاملات آن، بر اساس منابع کنونی، به مبلغ ۸٫۳۰ میلیارد ریال رسید. در سال ۱۳۵۱، سپرده‌های بانک نیز به مبلغی معادل ۷٫۹ میلیارد ریال رسیده بود. با تلاش دولت ایران قیمت نفت در بازارهای جهانی افزایش یافت و درآمد حاصل از فروش آن به رونق اقتصاد ایران کمک کرد. از سال ۱۳۵۱ به بعد، بانک سپه در صحنه رقابت بانک‌ها، برای به‌دست‌آوردن سود و بازدهی بیشتر به فعالیت پرداخت.

### پس از انقلاب ۱۳۵۷ ایران

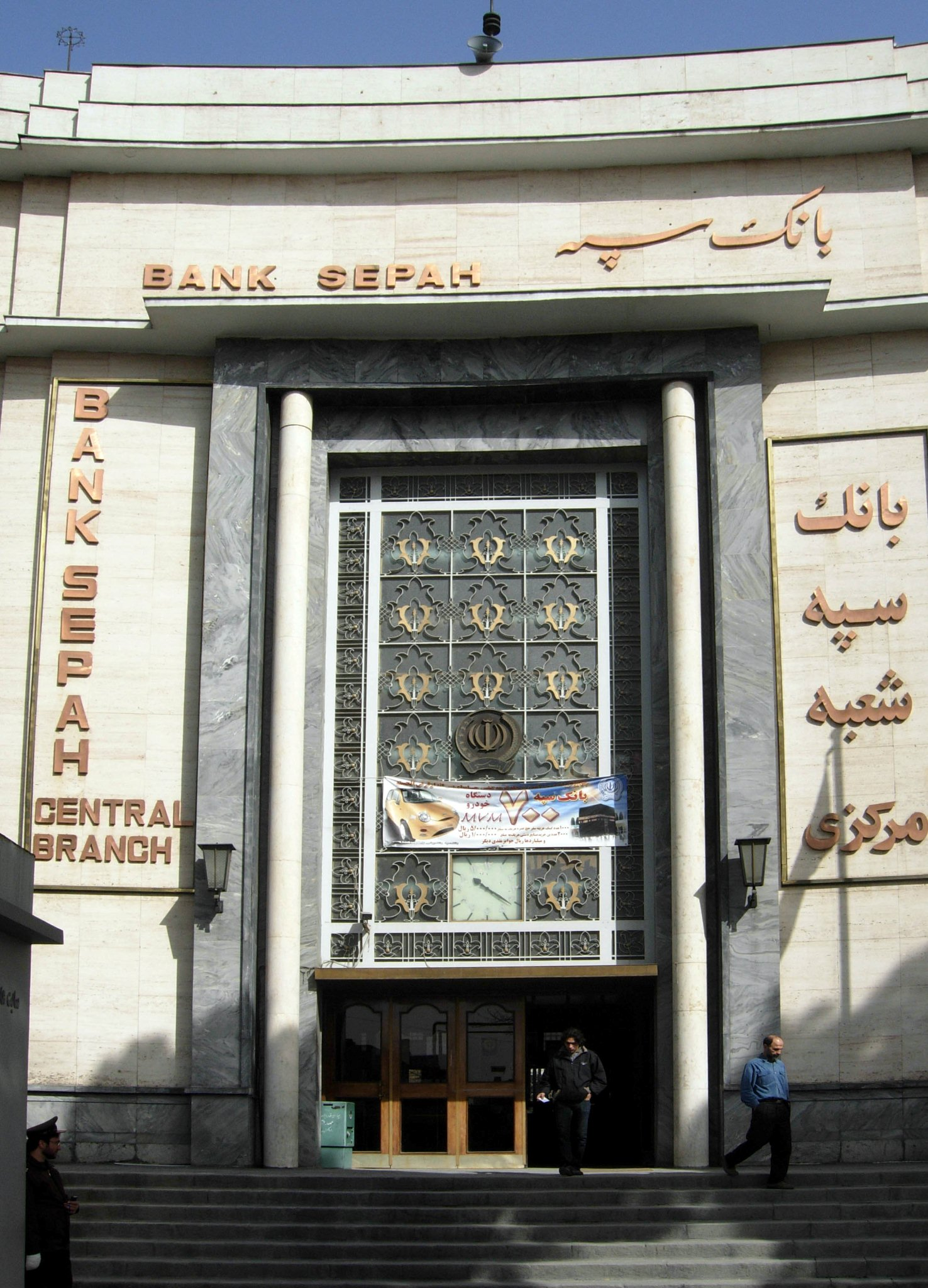
شعبه مرکزی بانک سپه در تهران

پس از پیروزی انقلاب ۱۳۵۷ ایران، همگی بانک‌ها را دولت جدید در اختیار گرفت. این بانک نیز بدون این که در بانک دیگری ادغام شود، از ارتش (وزارت دفاع ایران) منفک شده و مانند دیگر بانک‌های ایرانی، به عنوان یک بانک تجاری زیر نظر شورای عالی و مجمع عمومی بانک‌های ایران قرار گرفت. همچنین بر اساس اساسنامه مصوب مجمع عمومی بانک‌ها، بانک سپه بر اساس قانون ملی شدن بانک‌ها و لایحه قانونی شدن اداره امور بانک‌ها و مقررات درج شده در اساسنامه اداره شده و هدف آن ارائه خدمات بانکی در سراسر ایران و تسهیل امور بازرگانی داخلی و خارجی ذکر شده‌است. در سال ۱۳۹۷ گزارش‌هایی مبنی بر اینکه سهام این بانک باید در اختیار کارکنان نیرو‌های مسلح ایران باشد، منتشر شد و از مالکیت دولت بر بانک انتقاد شد.
از دیدگاه بین‌المللی نیز این بانک واحدهای بانکی در کشورهایی چون آلمان، ایتالیا و فرانسه ایجاد کرده‌است و یک بانک بین‌المللی در انگلستان دارد. هم‌اکنون بانک سپه از نمای بین‌المللی خوبی برخوردار است و در جهان به عنوان یکی از بزرگ‌ترین بانک‌های ایرانی شناخته می‌شود.

## شعب خارج از کشور
- آلمان : فرانکفورت
- انگلیس: لندن
- فرانسه : پاریس
- ایتالیا : رم – میلان

### ادغام بانک‌های نظامی در بانک سپه
اولین بارقه‌های ادغام پنج بانک و مؤسسه اعتباری در بانک سپه اواسط سال ۹۷ ایجاد شد و طبق مصوبات شورای پول و اعتبار و شورای عالی هماهنگی اقتصادی (سران سه قوه) تصمیم گرفته شد بانک‌های «انصار»، «قوامین»، «حکمت ایرانیان»، «مهر اقتصاد» و «موسسه اعتباری کوثر» در دل بانک سپه ادغام شوند و مقرر شد این ادغام طی یک دوره زمانی دو سال و نیم و تقریباً ۳۶ ماهه اجرایی شود.
براساس اطلاعیه بانک مرکزی ایران در تاریخ ۱۱ اسفند ۱۳۹۷، بانک‌های انصار، قوامین، حکمت ایرانیان، مهر اقتصاد و مؤسسه اعتباری کوثر در بانک سپه ادغام شدند. ادغام افقی بانک‌های نظامی در بانک سپه انتقادهای فراوانی به همراه داشته‌است و برخی با اشاره به مشکلات آن بانک‌ها اعلام کردند که چرا باید چنین بانک‌هایی در بانک سپه، که یک بانک دولتی ملی است، ادغام شوند.

## هک و رخنه در ۱۴۰۴
دو روز بعد از آغاز جنگ دوازده روزه ایران و اسرائیل، در تاریخ ۲۷ خرداد ۱۴۰۴، گزارش‌هایی از اختلال و از کار افتادن بانک سپه در فضای مجازی منتشر شد، بنا بر ادعای گروه گنجشک درنده، تمامی پایگاه داده بانک مورد حمله قرار گرفت و پاک شد. همچنین پیش از این نشانه‌هایی از مورد هدف قرار گرفتن این بانک وجود داشت، از جمله نشت اطلاعات در فرودین ۱۴۰۴. این اختلال موجب شد بسیاری از حقوق بگیران نتوانند حقوق ماهانه‌شان گرفته و نقد کنند، مبالغ از دستگاه‌های پوز، به حساب‌های بانک سپه انتقال پیدا نمی‌کرد، امکان بسیاری از خدمات بانکی از مشتریان بانک گرفته شد. 
همچنان تا تیرماه ۱۴۰۴، این بانک با پیامدهای این رخنه دسته پنجه نرم می‌کند.

## موزه سکه
موزه سکه بانک سپه، یکی از غنی‌ترین و ارزشمندترین موزه‌های سکه در خاورمیانه است که در سال ۱۳۴۲، به منظور حفظ میراث فرهنگی و تاریخی کشور، توسط تیمسار آق اولی مدیرعامل وقت بانک سپه تأسیس گردید و با همکاری خانم ملک‌زاده بیانی، کارشناس سکه، با مطالعات دقیق علمی طی سال‌ها، تنظیم و گردآوری شد.
مجموعه این موزه دوران‌های گوناگون تاریخ ایران، از کهن‌ترین دوران (از زمان لیدی‌ها) تا به امروز را در بر می‌گیرد. وجود مسکوکات، خود گویای واقعیت‌های بیشماری از زمان‌های گذشته‌است، که نه تنها وقایع اقتصادی، اجتماعی، فرهنگی و همچنین خط، ظرافت هنری، نمایش طرح لباس، تزیینات سلاطین و مراسم مذهبی را به نمایش می‌گذارد، بلکه خود به بیان آن نیز می‌پردازد.

## مدیران عامل بانک
| نام مدیرعامل        | از تاریخ         | تا تاریخ          |
| ------------------- | ---------------- | ----------------- |
| امیر خسروی          | ۱۳۰۴             | آخر ۱۳۱۰          |
| ولادیمیر کولاک      | ۱۳۱۱             | آخر ۱۳۱۵          |
| نیکلا ریکاتا        | ۱۳۱۶             | آخر ۱۳۲۳          |
| مصطفی مقدم          | ۱۳۲۴             | شهریور ۱۳۲۵       |
| فرج‌الله آق‌اولی      | شهریور ۱۳۲۵      | آخر اردیبهشت ۱۳۵۲ |
| منوچهر نیک‌پور       | اول خرداد ۱۳۵۲   | ۱۳۵۷              |
| ضیاءالدین هیئت      | ۱۴ اسفند ۱۳۵۷    | ۱۸ فروردین ۱۳۵۸   |
| علی‌اصغر مسعودی      | ۲۰ فرودین ۱۳۵۸   | ۱ آبان ۱۳۵۸       |
| علیرضا محیط محمودی  | ۲۴ آبان ۱۳۵۸     | ۴ تیر ۱۳۶۰        |
| زین‌العابدین یعقوبی  | ۲۵ تیر ۱۳۶۰      | ۱۲ اسفند ۱۳۶۰     |
| احمد عزیزی          | ۱ اردیبهشت ۱۳۶۰  | ۱ اردیبهشت ۱۳۶۲   |
| محمدمهدی جهان‌بین    | ۲ اردیبهشت ۱۳۶۲  | ۵ اردیبهشت ۱۳۶۴   |
| تقی شهرستانی        | ۱۵ اردیبهشت ۱۳۶۴ | ۵ بهمن ۱۳۶۴       |
| عباس کفافی          | ۱۲ بهمن ۱۳۶۴     | ۲ اسفند ۱۳۶۵      |
| ساسان منوچهری       | ۳ اسفند ۱۳۶۵     | ۳۰ خرداد ۱۳۶۸     |
| علی بخشایش          | ۷ تیر ۱۳۶۸       | ۶ آبان ۱۳۶۸       |
| ابوالقاسم جمشیدی    | ۷ آبان ۱۳۶۸      | ۱۸ دی ۱۳۷۲        |
| محمدحسین کاظمی نمین | ۱۹ دی ۱۳۷۲       | ۲۲ اردیبهشت ۱۳۷۵  |
| ولی‌الله سیف         | ۲۳ اردیبهشت ۱۳۷۵ | ۱۴ شهریور ۱۳۷۹    |
| علیرضا شیرانی       | ۱۵ شهریور ۱۳۷۹   | ۱۸ آذر ۱۳۸۲       |
| محمودرضا خاوری      | ۱۹ آذر ۱۳۸۲      | ۱۶ آذر ۱۳۸۴       |
| احمد درخشنده        | ۱۷ آذر ۱۳۸۴      | ۹ تیر ۱۳۸۷        |
| حسنعلی قنبری ممان   | ۱۰ تیر ۱۳۸۷      | ۱۳ مرداد ۱۳۸۹     |
| رامین پاشایی فام    | ۱۴ مرداد ۱۳۸۹    | ۱ مهر ۱۳۹۲        |
| سید کامل تقوی‌نژاد   | ۱ مهر ۱۳۹۲       | ۲۵ آذر ۱۳۹۴       |
| محمدکاظم چقازردی    | ۲۵ آذر ۱۳۹۴      | ۱ آبان ۱۴۰۰       |
| آیت‌الله ابراهیمی    | ۱ آبان ۱۴۰۰      | تاکنون            |